# Braden Gellenthien
Braden Gellenthien (26 de abril de 1986) es un deportista estadounidense que compitió en tiro con arco, en la modalidad de arco compuesto.
Ganó diez medallas en el Campeonato Mundial de Tiro con Arco al Aire Libre entre los años 2003 y 2021, y cinco medallas en el Campeonato Mundial de Tiro con Arco en Sala entre los años 2007 y 2014.

## Palmarés internacional
| Campeonato Mundial al Aire Libre | Campeonato Mundial al Aire Libre | Campeonato Mundial al Aire Libre | Campeonato Mundial al Aire Libre |
| Año                              | Lugar                            | Medalla                          | Prueba                           |
| -------------------------------- | -------------------------------- | -------------------------------- | -------------------------------- |
| 2003                             | Nueva York (Estados Unidos)      | Medalla de oro                   | Equipo                           |
| 2003                             | Nueva York (Estados Unidos)      | Medalla de bronce                | Individual                       |
| 2005                             | Madrid (España)                  | Medalla de oro                   | Equipo                           |
| 2007                             | Leipzig (Alemania)               | Medalla de oro                   | Equipo                           |
| 2007                             | Leipzig (Alemania)               | Medalla de plata                 | Individual                       |
| 2009                             | Ulsan (Corea del Sur)            | Medalla de oro                   | Equipo                           |
| 2011                             | Turín (Italia)                   | Medalla de oro                   | Equipo                           |
| 2017                             | Ciudad de México (México)        | Medalla de oro                   | Equipo                           |
| 2017                             | Ciudad de México (México)        | Medalla de bronce                | Individual                       |
| 2021                             | Yankton (Estados Unidos)         | Medalla de oro                   | Equipo                           |
| Campeonato Mundial en Sala       |                                  |                                  |                                  |
| Año                              | Lugar                            | Medalla                          | Prueba                           |
| 2007                             | Esmirna (Turquía)                | Medalla de oro                   | Individual                       |
| 2007                             | Esmirna (Turquía)                | Medalla de oro                   | Equipo                           |
| 2009                             | Rzeszów (Polonia)                | Medalla de oro                   | Equipo                           |
| 2012                             | Las Vegas (Estados Unidos)       | Medalla de oro                   | Equipo                           |
| 2014                             | Nimes (Francia)                  | Medalla de oro                   | Equipo                           |